# Zeteny Jano
Zeteny Jano (* 13. März 2005 in Eisenstadt) ist ein österreichischer Fußballspieler ungarischer Abstammung.

## Karriere

### Verein
Jano begann seine Karriere in Ungarn beim Soproni VSE. Im September 2013 wechselte er zum SC Sopron. Zur Saison 2018/19 wechselte er nach Österreich zum SC Lichtenwörth. Bereits im August 2018 verließ er Lichtenwörth allerdings wieder um in die Jugend des FC Liefering, das Farmteam des FC Red Bull Salzburg, zu wechseln. Ab der Saison 2019/20 spielte er dann in der Akademie der Salzburger, in der er sämtliche Altersstufen durchlief.
Im Februar 2022 debütierte er für Liefering in der 2. Liga, als er am 17. Spieltag der Saison 2021/22 gegen den SKN St. Pölten in der 74. Minute für Luka Reischl eingewechselt wurde.
Im Juli 2023 erhielt er beim Red Bull Salzburg einen Vertrag bis 2027, blieb aber zunächst weiter beim Farmteam. Insgesamt kam er für Liefering zu 76 Zweitligaeinsätzen, in denen er 13 Tore erzielte.
Im Februar 2025 wurde Jano an den Bundesligisten Grazer AK verliehen. Während der Leihe kam er zu 14 Einsätzen in der Bundesliga, in denen er einmal traf. Im Juni 2025 wurde die Leihe um eine weitere Saison verlängert.

### Nationalmannschaft
Jano debütierte im September 2021 gegen Dänemark für die österreichische U-17-Auswahl. Im September 2022 gab er gegen sein Debüt Schweden für die U-18-Mannschaft.

## Persönliches
Jano wurde als Sohn ungarischer Eltern in Österreich in Eisenstadt geboren, wuchs aber später im ungarischen Sopron auf. 2018 kam er wieder nach Österreich.